# Костогриз (рід)
Костогриз (Coccothraustes) — рід птахів з родини в'юркових. Традиційно складався з трьох видів, але два види тепер включені до роду Hesperiphona.

## Опис
Це досить великі для даної родини птахи — їх довжина становить близько 18 см. Одна з відмінних особливостей костогризів — їх масивний, гострий дзьоб — середньої довжини, проте дуже широкий (шириною майже з голову) та сильний. Дзьоб конусоподібний, не приплесканий, з ширшим наддзьобком, добре пристосований для дроблення твердого насіння або кісточок плодів, таких як черемхи, жимолості, вишні або аличі. Забарвлення контрастне — у Coccothraustes vespertinus та Coccothraustes abeillei є поєднання чорного, білого та яскраво-жовтого кольорів, у костогриза руді, вохристі, білі, каштанові та чорні відтінки. Крила середньої довжини, загострені; перші три махових приблизно однієї довжини. Хвіст досить короткий, з виїмкою. Ноги з коротким, сплющеним плесном, середньої довжини пальцями та добре розвиненим заднім пальцем.

## Ареал та середовище
Костогриз (Coccothraustes coccothraustes) зустрічається в мішаних та листяних лісах, а також парках Європи та Східної Азії (Палеарктика, включаючи північну Японію), особливо там, де росте граб, та в Північній Африці (Марокко, Туніс та Алжир). Костогризів також було помічено на Алясці, імовірно, випадково. Вони не зустрічаються в Ісландії, частинах Британських островів або деяких середземноморських островах. Однак представників виду можна зустріти в південній Європі, наприклад, в Іспанії та Болгарії, а також у Центральній Європі, включаючи частини Англії та південної Швеції. Ареал костогриза з 1950-х років поширився на північ, і зараз його можна зустріти аж до регіонів північної Норвегії.

Coccothraustes vespertinus — мешканець хвойних та мішаних лісів Північної Америки, в тому числі гірських районів на заході континенту.

Coccothraustes abeillei, що має близьку спорідненість з попереднім видом, поширений в Центральній Америці, переважно в Мексиці.

## Систематика
- Костогриз (Coccothraustes coccothraustes)
- Coccothraustes vespertinus
- Coccothraustes abeillei